# Salah Ben Youssef

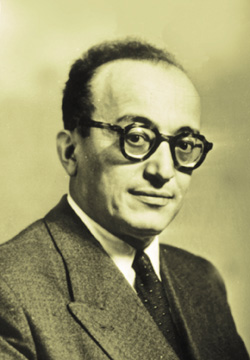
Salah Ben Youssef

Salah Ben Youssef (arabisch صالح بن يوسف, DMG Ṣāliḥ b. Yūsif; * 11. Oktober 1907 in Maghraoua bei Midoun; † 12. August 1961 in Frankfurt am Main) war ein tunesischer Jurist und Politiker. Er gilt als einer der wichtigsten tunesischen Unabhängigkeitskämpfer.

## Leben
Ben Youssef wurde auf der Insel Djerba als Sohn einer wohlhabenden und einflussreichen Familie geboren. Obwohl er eigentlich Rechtsanwalt werden wollte, ging er aufgrund seines Talentes in diesem Bereich früh in die Politik. Er wurde Unterstützer von Habib Bourguiba und der Neo-Destur-Partei, deren Generalsekretär er zeitweise war. Während der Zeit von Bourguibas Exil diente Ben Youssef ab August 1950 unter Premierminister Mohamed Chenik als Justizminister und war u. a. mit den Verhandlungen zur Anerkennung Tunesiens als eigenständigem Staat beauftragt. Während einer Versammlung in Paris 1952 diesbezüglich entging er nur knapp einer Verhaftung.
Nach Bourguibas Rückkehr wurden dieser und Youssef erbitterte Gegner. Beide waren über den Weg Tunesiens zur eigenen Staatlichkeit unterschiedlicher Meinung. Youssef, der einen kompletten Abzug der französischen Streitkräfte aus Tunesien für substantiell hielt, bezeichnete Bourguibas Politik als „verleugnerisch und Verrat am Volk.“ An dem von Ben Youssef kritisierten „Unabhängigkeitsprotokoll“ bemängelte er neben den Beschlüssen das Militär betreffend auch, dass ein weiteres wesentliches Element der tunesischen Souveränität, die Außenpolitik, ebenfalls für weitere zwanzig Jahre bei Frankreich verbleiben sollte. Er verlor im Oktober 1955 sein Amt als Generalsekretär und wurde einen Monat später auch aus der Partei ausgeschlossen. Im Januar 1956 floh er aus Tunesien. 1957 und 1958 wurde er in Abwesenheit zum Tode verurteilt. Nach Stationen u. a. in der Schweiz kam er schließlich nach Wiesbaden, um in den dortigen Thermen seine Dermatitis zu kurieren.
Ben Youssef wurde am 12. August 1961 in Frankfurt am Main ermordet. Laut diversen Medien geschah der Mord auf Befehl von Habib Bourguiba.